# Melona
Melona é uma marca de picolé/sorvete sul-coreana, fabricado por Binggrae Co. Ltd. Embora o produto seja chamado de "Melona" e identificado por seu sabor de melão, os picolés também são vendidos em outros sabores de frutas.
Melona foi lançada em 1992 na Coreia do Sul e destinava-se ao mercado interno, onde registrou recorde de venda no mercado doméstico de picolé, vendendo 280 milhões de barras em 1994. Melona é também comercializada em diversos países do mundo, incluindo Estados Unidos, Austrália, Brasil, Singapura, Paraguai, Filipinas, China, Argentina e Nova Zelândia. É geralmente encontrada em mercados asiáticos ou coreanos.

## Sabores
- Melão
- Banana
- Manga
- Morango